# SHA (utasításkészlet)
Az Intel SHA Extensions az x86 utasításkészlet-architektúra bővítményei, amelyek támogatják a Secure Hash Algorithm (SHA) család hardveres gyorsítását. 2013-ban vezették be. Az SHA-512-re vonatkozó utasításokat 2024-ben vezetik be az Arrow Lake és a Lunar Lake processzorokkal.
Az eredeti SSE-alapú bővítmények négy, az SHA-1-et támogató SHA-256-hoz pedig három utasítást adtak. Az AVX-alapú változatok V előtaggal is elérhetőek.
- SHA-1: SHA1RNDS4, SHA1NEXTE, SHA1MSG1, SHA1MSG2
- SHA-256: SHA256RNDS2, SHA256MSG1, SHA256MSG2

Az AVX-alapú bővítmények három újabb utasítással bővültek, az SHA-512 támogatására:
- VSHA512RNDS2, VSHA512MSG1, VSHA512MSG2

## x86 architektúrájú processzorok

### Intel
A következő Intel processzorok az eredeti SHA utasításkészletet támogatják:
- Intel Goldmont (és későbbi Atom mikroarchitektúrájú processzorok.[1]
- Intel Ice Lake (és újabb) processzorok.[2]
- Intel Rocket Lake (és újabb) processzorok.

Az alábbi Intel processzorok az újabb SHA-512 utasításkészletet is támogatni fogják:
- Intel Arrow Lake és Lunar Lake processzorok.

### AMD
Számos AMD processzor támogatja az eredeti SHA utasításkészletet:
- AMD Zen (és újabb) processzorok.[3]

## Fordítás
Ez a szócikk részben vagy egészben  az   Intel SHA extensions című angol Wikipédia-szócikk ezen változatának fordításán alapul.  Az eredeti cikk szerkesztőit annak laptörténete sorolja fel. Ez a jelzés csupán a megfogalmazás eredetét és a szerzői jogokat jelzi, nem szolgál a cikkben szereplő információk forrásmegjelöléseként.